# Ebba Berg
Ebba Berg, född 19 maj 1975, är en svensk barnboksförfattare och översättare. Hon har även varit verksam som radioproducent och förlagsredaktör. 
Hon har tillsammans med illustratören Carl Flint publicerat tolv titlar i serien om Barnen i Lyckeskolan (Olika förlag). Bilderboken Tassemarker utkom 2019 (Natur & Kultur) med illustrationer av Alexander Jansson. Sedan 2022 skriver hon även lättlästa böcker för ungdomar. 